# Brzoza Maksimowicza
Brzoza Maksimowicza (Betula maximowicziana Regel in DC.) – gatunek drzewa z rodziny brzozowatych. Występuje w stanie dzikim w Japonii, w górach wysp Hokkaido i Honsiu oraz na Wyspach Kurylskich (endemit). Uwaga: Betula maximowiczii Rupr. jest innym gatunkiem.

## Morfologia

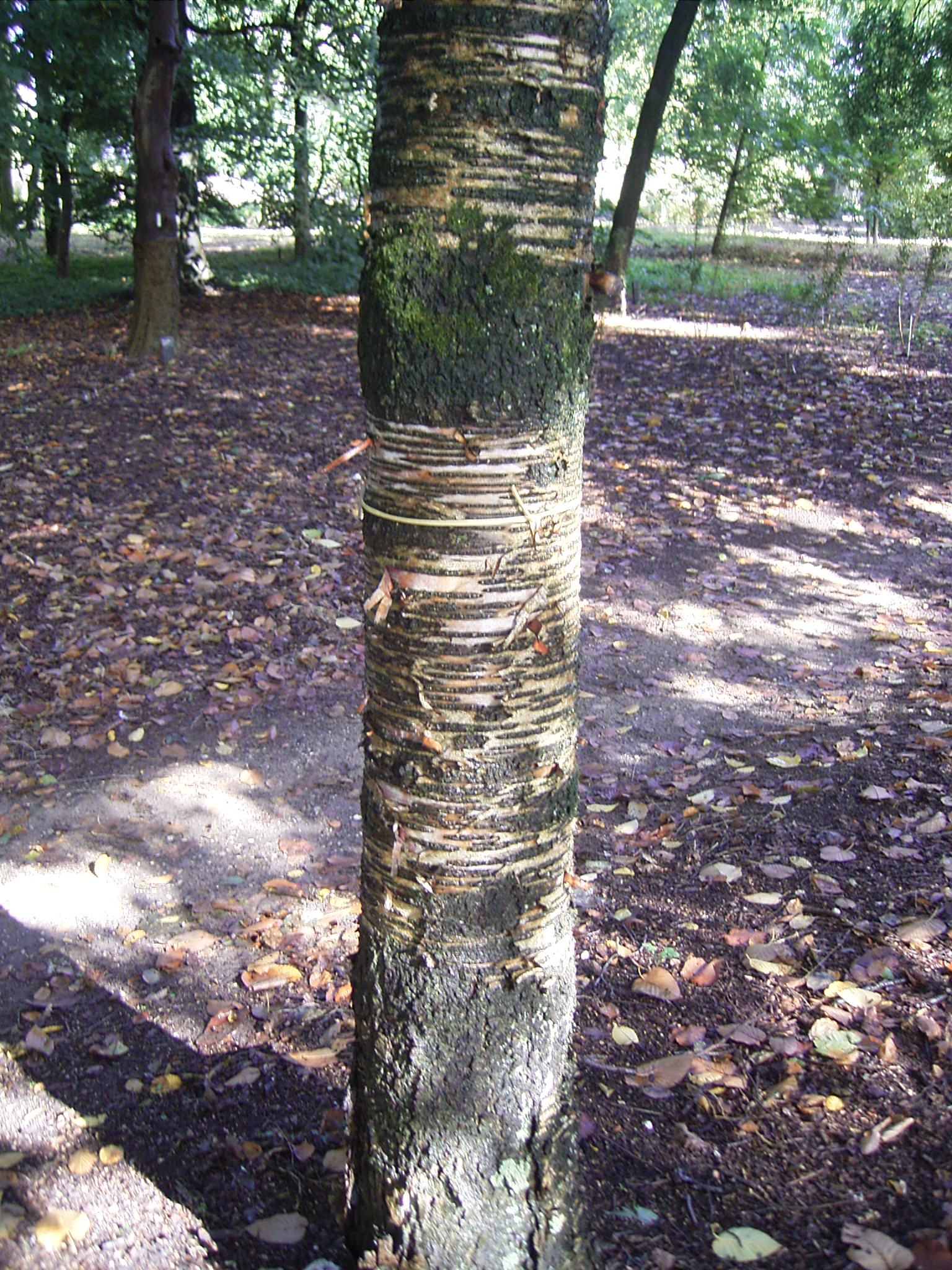
Kora

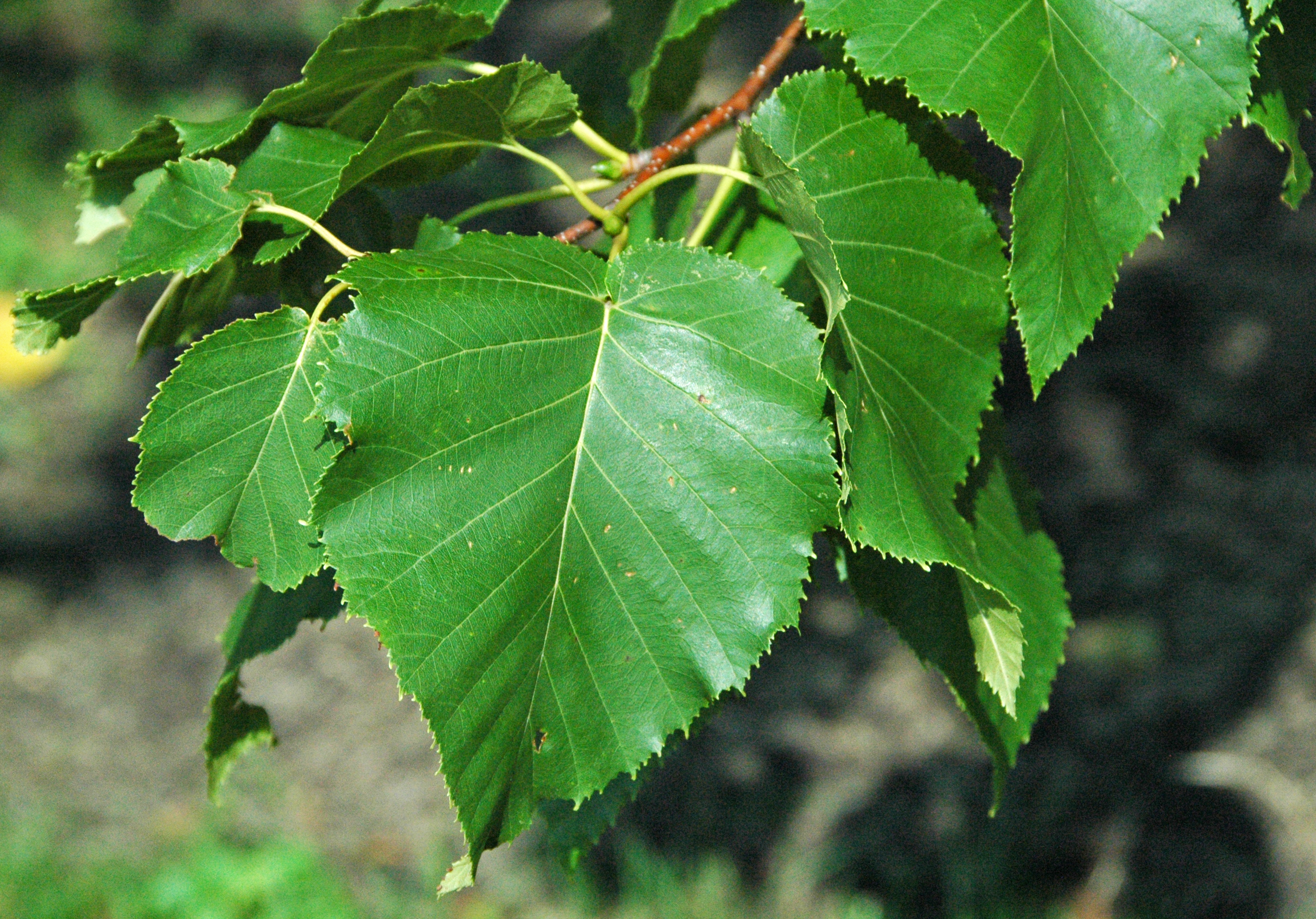
Liście

PokrójNa stanowiskach naturalnych dorasta do 30 m i 1,2 m średnicy pnia, natomiast w Europie osiąga do 24 m wysokości. Gałęzie są sztywne, uniesione ku górze. Korona jest luźno rozgałęziona, jednak regularna.
KoraKora młodych drzewek jest czerwonobrązowa, jednak później się staje matowo szarobiała. Łuszczy się okrężnie pasmami.
PędyMają czerwonawobrunatną lub wiśniowobrązową barwę. Pędy są nagie, z nielicznymi białymi gruczołkami. Przerwane wydzielają aromat podobny do środka odkażającego (podobny do olejku golterii).
PąkiPąki są zaostrzone. Ich czubki ciemniejsze.
LiścieLiście są duże, większe niż u innych brzóz. Osiągają do 14 cm długości. Mają sercowaty kształt, a wierzchołki są ostro zakończone. Są podwójnie ostro piłkowane z lekko wygiętymi ząbkami. Są ciemne i błyszczące. Młode liście są owłosione, lecz szybko stają się nagie. Owłosienie pozostaje jedynie od spodu w kącikach nerwów. Jesienią przebarwiają się na złocistożółty kolor. Posiadają 8-13 par nerwów. Ogonek liściowy jest długi i osiąga do 3,5 cm długości.
KwiatyKwiaty są zebrane w kwiatostany zwane kotkami.
OwoceOwoce są zebrane w długie, zwisające owocostany o długości do 7 cm. Są otoczone jedwabistymi, białymi włosami. Łuski o klapkach bocznych wysłużonych i zaokrąglonych, krótszych od klapki środkowej. Skrzydełka owoców są 2-3 razy szersze od orzeszka.

## Biologia
Megafanerofit. Występuje w lasach górskich. Jest rośliną szybkorosnącą. Jest w dużym stopniu wytrzymała na mrozy. Wykazuje się dużą tolerancją na warunki miejskie. Gdy rośnie jako soliter tworzy szeroką, nisko rozgałęzioną koronę.

## Zastosowanie
- Drewno używane do produkcji mebli, klepki, forniru, także do produkcji papieru.
- Roślina ozdobna. Do Europy została sprowadzona w 1888 roku (Anglia). W Polsce uprawiana od końca XIX wieku jako drzewo ozdobne. Szczególnie ozdobna jesienią podczas przebarwiania liści.